# Нагиев, Газанфар Пири оглы
Газанфар Пири оглы Нагиев (азерб. Qəzənfər Piri oğlu Nağıyev; 13 августа 1915 года, Нахичеванский уезд — 11 апреля 1991 года, Нахичевань) — советский азербайджанский агроном, Герой Социалистического Труда (1948).

## Биография
Родился 13 августа 1915 года в селе Суст Нахичеванского уезда Эриванской губернии (ныне Бабекский район Нахичеванской АР Азербайджана).
Начал трудовую деятельность рядовым колхозником в 1932 году в колхозе «26 бакинских комиссаров» Нахичеванского района. Позже заведующий фермой и председатель колхоза. Также работал заведующим автобазой и заместителем председателя кирпичного завода. С 1963 года заготовитель в организации торговли кооперативных товаров.
В 1947 году достиг высоких трудовых результатов.
Указом Президиума Верховного Совета СССР от 17 августа 1948 года за получение высокой продуктивности животноводства Мамедову Абдулле Гасан оглы присвоено звание Героя Социалистического Труда с вручением ордена Ленина и золотой медали «Серп и Молот».
Скончался 11 апреля 1991 года в родном селе.